# Liste der Einträge im National Register of Historic Places im Hawkins County
Diese Liste der Einträge im National Register of Historic Places im Hawkins County enthält alle im Hawkins County in das National Register of Historic Places eingetragenen Gebäude, Bauwerke, Objekte, Stätten oder historischen Distrikte.
Diese Liste entspricht dem Bearbeitungsstand des National Park Service/National Register of Historic Places vom 4. Oktober 2024.

## Legende
| NRHP | Historic Place             |
| HD   | National Historic District |

## Aktuelle Einträge
| [ 2 ] | Name                                                      | Bild                                                      | Eintragsdatum                 | Lage | Ort                           | Beschreibung |
| ----- | --------------------------------------------------------- | --------------------------------------------------------- | ----------------------------- | --- | ----------------------------- | ------------ |
| 1     | Amis House                                                | Amis House                                                | 19. Juni 1973 ID-Nr. 73001786 | östlich von Rogersville am Burem Pike 36° 25′ 10″ N, 82° 57′ 21″ W                                                             | Rogersville                   |              |
| 2     | Boatyard Historic District                                | Boatyard Historic District                                | 12. Dez. 1973 ID-Nr. 73001785 | südwestlich von Kingsport an der Holston und South Fork des Holston River 36° 33′ 2″ N, 82° 36′ 17″ W                          | Kingsport                     |              |
| 3     | Bulls Gap Historic District                               | Bulls Gap Historic District                               | 30. Juli 1987 ID-Nr. 87001232 | S. Main, Church, McGregor, Price und Mill Sts. 36° 15′ 11″ N, 83° 5′ 15″ W                                                     | Bulls Gap                     |              |
| 4     | Fudge Farm                                                | Fudge Farm                                                | 12. Dez. 1976 ID-Nr. 76001783 | nordöstlich von Surgoinsville an der U.S. Route 11W 36° 29′ 11″ N, 82° 49′ 36″ W                                               | Surgoinsville                 |              |
| 5     | Long Meadow                                               | Long Meadow                                               | 11. Jan. 1974 ID-Nr. 74001915 | nördlich von Surgoinsville, in der Nähe der U.S. Route 11W 36° 30′ 5″ N, 82° 51′ 20″ W                                         | Surgoinsville                 |              |
| 6     | Moore Family Farm                                         |                                                           | 3. Mai 2006 ID-Nr. 06000343   | 483 VFW Rd. 36° 16′ 1″ N, 83° 4′ 2″ W                                                                                          | Bulls Gap                     |              |
| 7     | New Providence Presbyterian Church, Academy, and Cemetery | New Providence Presbyterian Church, Academy, and Cemetery | 1. Dez. 1978 ID-Nr. 78002600  | nordöstlich von Surgoinsville, in der Nähe der U.S. Route 11W 36° 29′ 43″ N, 82° 49′ 26″ W                                     | Surgoinsville                 |              |
| 8     | Pressmen’s Home Historic District                         |                                                           | 20. Nov. 1985 ID-Nr. 85002970 | Tennessee State Route 94 36° 27′ 0″ N, 83° 3′ 15″ W                                                                            | Pressmen’s Home, Geisterstadt |              |
| 9     | Price Public Elementary School                            | Price Public Elementary School                            | 10. Nov. 1988 ID-Nr. 88002538 | Hasson und Spring Sts. 36° 24′ 34″ N, 83° 0′ 32″ W                                                                             | Rogersville                   |              |
| 10    | Rogersville Historic District                             | weitere Bilder                                            | 23. Feb. 1973 ID-Nr. 73001787 | zwischen der N. Boyd, Kyle, Clinch und N. Bend Sts., inklusive der McKinney Ave. und S. Rogen Road 36° 24′ 26″ N, 83° 0′ 19″ W | Rogersville                   |              |
| 11    | St. Marks Presbyterian Church                             | St. Marks Presbyterian Church                             | 10. März 2006 ID-Nr. 06000132 | an der Straßenkreuzung der N. Hassen und W. Kyle Sts. 36° 24′ 34″ N, 83° 0′ 29″ W                                              | Rogersville                   |              |
| 12    | Stony Point                                               | Stony Point                                               | 26. Apr. 1973 ID-Nr. 73001788 | nordöstlich von Surgoinsville an der U.S. Route 11W 36° 29′ 21″ N, 82° 49′ 17″ W                                               | Surgoinsville                 |              |